# Древнегреческая религия

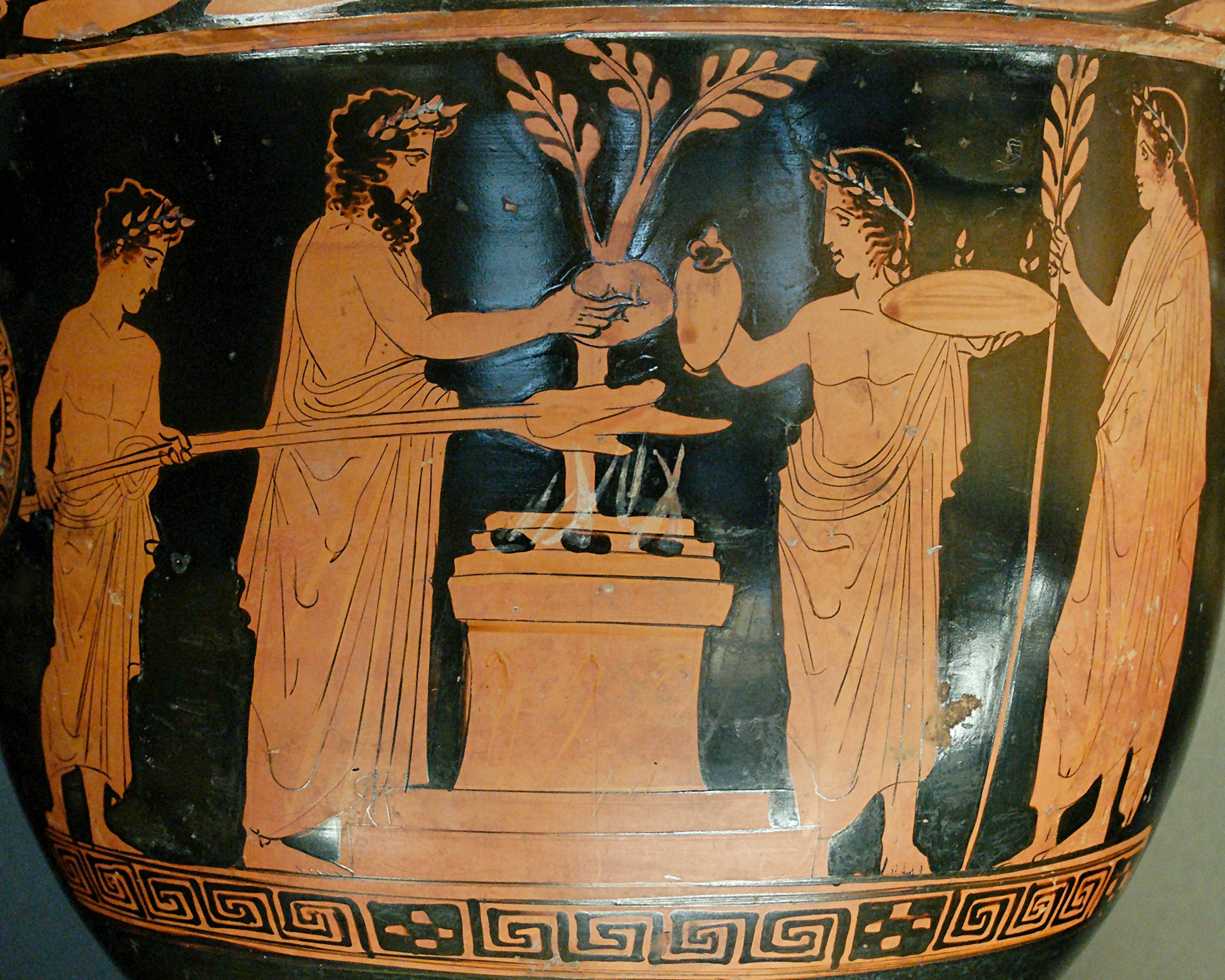
Жертвоприношение. Краснофигурный кратер. Лувр

Древнегреческая религия (др.-греч. Ἑλληνική θρησκεία) — политеистическая религия, господствовавшая в полисах Древней Греции, начиная с микенского периода.

## Основа религии
Греческая религия не имела единой организации и учения, а состояла из общинных культов различных божеств, которые не были всемогущими, но покровительствовали одной или нескольким стихиям, сферам человеческой деятельности или географическим областям. Часто эти представления варьировались от региона к региону: например, Артемида могла почитаться как покровительница девственниц или рожениц. Иногда божества снабжались эпитетами: Зевс Ксений (покровитель путешественников), Зевс Ктесий (покровитель собственности) и так далее. 
Богам соответствовали священные животные (пережиток тотемизма). Боги подчинялись судьбе и могли даже бороться друг с другом. Были случаи посмертного обожествления (Геракл). Мифология была чрезвычайно развита.
Греки верили в существование загробного мира. Некоторые философы (Пифагор, Платон) признавали переселение душ, но эта идея не получила широкого распространения.
По замечанию К. Кереньи, греческая религия в своей классической форме является религией миропорядка, основанного Зевсом (см. Олимпийские боги). Как пишет Л. Я. Жмудь, на грани тёмных веков («осевое время») традиционная религия утрачивает свои позиции, но «оргиастические и мистериальные культы, которые пытаются их занять, остаются в целом периферийным явлением».
Местом поклонения богам служили алтари, на которых стояли идолы. Им жертвовались еда, напитки и вещи. Распространены были жертвоприношения животных, включая жестокие гекатомбы. Из бескровных жертв популярны были либация (возлияние напитков, например, на симпосии) и фармаки (люди или животные, которых изгоняли из поселения во время бедствий). Большие алтари и статуи находились в кумирнях, при некоторых из них были оракулы. Существовали и священные камни (пережиток фетишизма).
Греки любили религиозные церемонии. К крупнейшим фестивалям относились Панафинеи и Олимпийские игры. Помимо них, религиозную окраску имели частные праздники (например, по достижении определённого возраста) и мистерии, самыми важными из которых были Элевсинские таинства.
Посвящение даров божествам означало не только почтение им, ожидалась ответная их благосклонность, тем большая, чем значительнее был дар.
Хотя строгой догматики в эллинской религии не было, некоторые тексты были окружены ореолом почитания: «Теогония» Гесиода, произведения Гомера и Пиндара.
Несмотря на то, что греческие боги часто совершали неблаговидные деяния, у их почитателей были представления о нравственности. Важными добродетелями считались умеренность, справедливость, мужество, благоразумие. Специфическим термином греческой этики был хюбрис — преступная гордыня, противление божественной воле.

…Согласно подобным взглядам, боги способны проявить долготерпение и карают смертных, лишь когда те нарушат предустановленные границы поведения. Однако их трудно не нарушить, учитывая стремление человека к «превосходству» (arete). А чрезмерное превосходство рискует обернуться гордыней и дерзостью (hybris), как это произошло с Аяксом, похвалявшимся, что он избежал смерти вопреки воле богов, за что был убит Посейдоном («Одиссея», IV, 499—511). Hybris порождает временное помешательство (ate), которое ослепляет гордеца и приводит к гибели. Таким образом, hybris и, как его результат, ate, могут выступать орудиями мойры, настигающей смертных (героев, царей, удальцов и других), обуянных гордыней или слишком увлеченных стремлением к «превосходству…»
— Мирча Элиаде. «История веры и религиозных идей», глава 10, параграф 87
Из этого Мирча Элиаде сделал вывод, что:

…Выходит, что возможности человека ограничены его природой и у каждого в отдельности — собственной мойрой. Исток человеческой мудрости — осознание бренности и ненадежности существования. Следовательно, имеет смысл наиболее полно пользоваться такими его благами, как молодость, здоровье, удовольствия плоти или радости, даруемые добродетелью… Разумеется, этот «идеал», порождённый безысходностью бытия, имеет варианты, важнейшие из которых мы впоследствии рассмотрим (том II). Но в каждом из них присутствует мотив ограниченности и бренности бытия. Отнюдь не сдерживая творческой мощи греческого религиозного гения, столь трагический взгляд на человеческую природу парадоксальным образом привёл к её возвышению. Поскольку боги положили предел его возможностям, человек в конце концов начал превозносить и даже обожествлять чисто человеческие свойства…
Со временем греческая религия широко распространилась и повлияла на этрусков и древних римлян.
В 353 году вышел закон, запрещающий жертвоприношения языческим богам на территории Римского государства и приписывающий закрыть все языческие храмы. В 356 году вышел ещё один закон, установивший смертную казнь за участие в жертвоприношении и поклонении языческим богам. После временной легализации язычества в 363—365 годах римские власти запретили в 391 году принесение жертв языческим богам и посещение языческих храмов. В 950 году в Харране был закрыт последний в мире греческий языческий храм. В 988 году были крещены последние лаконийцы-язычники. Ныне представлена только в виде неоязычества.

## Действующие лица (Персонажи)

### Демиург (прародитель)
- Хаос — бог-создатель всего живого, воплощение Первобытного Разрушения и первый царь Всего Сущего.

### Боги первого поколения
Дети Хаоса:
- Хронос — воплощение Времени
- Гея — воплощение Земли
- Эрот — бог-воплощение Любви и Источник Жизни
- Тартар — воплощение Зла и Ада, мрачный и жестокий дух ужасной Бездны в недрах Земли
- Эреб — воплощение Вечного Мрака
- Нюкта — воплощение Ночи

Дети Эреба и Нюкты:
- Эфир — бог-воплощение Вечного Света и Воздуха
- Гемера — богиня-воплощение дня

Дети Геи:
- Уран — воплощение Неба
- Понт — воплощение Моря и Воды

### Боги второго поколения
Дети Моря и Земли:
- Нерей (Мирное Море)
- Тавмант (божество морских чудес)
- Эврибия (воплощение морской силы)
- Форкий (бог Бурного Моря и бурь)
- Кето (Воплощение Пучины, царица ужасов моря, мать морских чудовищ)

Дети Неба и Земли (Титаны):
- Кронос — младший сын Урана и Геи, бог времени и жатвы
- Рея — младшая дочь Урана и Геи
- Океан — водный бог, старший сын Урана и Геи, муж Тефиды
- Тефида — водная богиня, старшая дочь Урана и Геи, жена Океана
- Иапет — сын Урана и Геи, титан-покровитель Запада
- Фемида — дочь Урана и Геи, богиня правосудия и мирового порядка
- Гиперион — сын Урана и Геи, солнечный бог, муж Тейи, покровитель Востока
- Тейя — дочь Урана и Геи, лунная богиня, жена Гипериона, покровительница Востока
- Криос — сын Урана и Геи, божество ночных небес, владыка Юга
- Мнемосина — дочь Урана и Геи, богиня памяти и будущего
- Кей — сын Урана и Геи, воплощение небесной оси, вокруг которой вращались облака, муж Фебы, царь Севера
- Феба — дочь Урана и Геи, богиня небес, жена Кея, царица Севера

Титаны младшего поколения:
- Тифон — старший титан
- Гелиос — солнечный бог, сын Гипериона и Тейи
- Селена — лунная богиня, дочь Гипериона и Тейи
- Эос — богиня-воплощение зари, дочь Гипериона и Тейи
- Астрей — сын Крия и Эврибии
- Перс — сын Крия и Эврибии
- Паллант — сын Крия и Эврибии
- Атлант — сын Иапета
- Менетий — сын Иапета
- Прометей — сын Иапета
- Эпиметей — сын Иапета
- Астерия — дочь Кея и Фебы, жена Перса
- Лето — дочь Кея и Фебы

Дети Ночи и Мрака:
- Танатос (Смерть)
- Гипнос (Сновидения и Забвение)
- Немезида (Возмездие)
- Эрида (раздоры и труд)
- Апата (Обман)
- Азид (Бедствие)
- Лим (Голод)
- Леф (Забвение)
- Алгос (Боль)
- Пон (Наказание)
- Лисса/Мания (Безумие)
- Мом (Насмешки и Глупость)
- Кера/Керы (насилие, уничтожение, духи смерти и войны, выпивающие кровь у погибших воинов и пожирающие их души)
- Герас (старость)
- Онир (лживые и вещие сны)
- Три Мойры (богини судьбы и рока)
- Морос (рок и насилие)

### Боги третьего поколения (Боги Олимпа)
- Основные
- Зевс — младший сын Крона и Реи, бог грома и молний
- Посейдон — сын Крона и Реи, бог-царь морей и океанов
- Аид — старший сын Крона и Реи, бог-царь царства мертвых
- Гера — младшая дочь Крона и Реи, богиня семьи и брака
- Гестия — старшая дочь Крона и Реи, богиня домашнего очага, покровительница городов и огня
- Деметра — дочь Крона и Реи, богиня земледелия и плодородия

### Боги четвёртого поколения
- Основные
- Арес — сын Зевса и Геры, бог кровавой войны
- Гефест — сын Зевса и Геры, бог огня и кузнечного дела
- Гермес — сын Зевса и плеяды Майи, бог путешественников, купцов, ремесленников, воров и глашатаев
- Афина — дочь Зевса и Метиды (богини разума и мудрости), богиня мудрости, честной и справедливой войны, искусств и ремесел
- Аполлон — сын Зевса и Лето, бог стрельбы из лука, охоты, искусств и врачевания, музыки и пророчеств, света
- Артемида — дочь Зевса и Лето, богиня стрельбы из лука, охоты и войны
- Афродита — богиня любви и брака, порождение Урана (Неба), оскоплённого своим сыном Кроносом, и морской пены
- Дионис — бог плодородия, виноделия и вина
- Прочие
- Персефона — дочь Зевса и Деметры
- Геба — дочь Зевса и Геры
- Илифия — дочь Зевса и Геры
- Тритон — водный бог, сын Амфитриты и Посейдона
- Протей — водный бог, сын Посейдона
- Рода — водная богиня, дочь Посейдона
- Бентесикима — дочь Посейдона
- Борей — бог северного ветра, сын Астрея и Эос
- Зефир — бог западного ветра, сын Астрея и Эос
- Нот — бог южного ветра, сын Астрея и Эос
- Эвр — бог восточного ветра, сын Астрея и Эос
- Кратос — сын Палланта и Стикс, воплощение Силы
- Зел — сын Палланта и Стикс, воплощение Зависти
- Ника — дочь Палланта и Стикс, воплощение Победы
- Бия — дочь Палланта и Стикс, воплощение Мощи
- Морфей — божество сновидений, сын Гипноса
- Ирида — богиня радуги, дочь Тавманта и Электры[3]
- Энио — богиня неистовой и яростной войны, дочь Ареса и Афродиты
- Фобос — бог страха, сын Ареса и Афродиты
- Деймос — бог ужаса, сын Ареса и Афродиты
- Геката — богиня чародейств, повелительница чудовищ и призраков, дочка Астерии и Перса
- Геспер — сын Атланта
- Гиант — сын Атланта

### Гиганты
- Алкионей
- Эвримедонт
- Гратион
- Энкелад
- Полибот
- Порфирион
- Паллант
- Мимант
- Эврит
- Клитий
- Эфиальт
- Абес
- Офион
- Кебрион

### Мифические существа
- Тифон
- Ехидна
- Скилла
- Харибда
- Сфинкс
- Химера
- Цербер
- Лернейская Гидра
- Немейский Лев
- Орф
- Колхидский дракон
- Лидийский Змий
- Эриманфский вепрь
- Минотавр
- Пифон
- Титий
- Антей
- Единороги
- Драконы
- Дракайны
- Гарпии
- Кентавры
- Сатиры
- Сирены

### Прародители эллинов
- Девкалион — отец Эллина, сын Прометея
- Амфиктион — сын Девкалиона
- Эллин — сын Девкалиона, прародитель эллинов
- Дор — сын Эллина, прародитель дорийцев
- Ксуф — сын Эллина, прародитель ахейцев и ионийцев
- Эол — сын Эллина, прародитель эолийцев
- Тектам — сын Дора
- Ахей — сын Ксуфа, прародитель ахейцев
- Ион — сын Ксуфа, прародитель ионийцев
- Крефей — сын Эола
- Атамант — сын Эола
- Сизиф — сын Эола
- Салмоней — сын Эола
- Периер — сын Эола
- Деион — сын Эола
- Магнет — сын Эола

### Мифические герои
- Тесей — сын Посейдона
- Геракл — сын Зевса
- Персей — сын Зевса
- Эней — сын Афродиты
- Ахилл — сын нереиды Фетиды
- Гектор — сын Приама и Гекубы